# Chibana Kurara
Chibana Kurara (tiếng Nhật:知花 くらら) là một hoa hậu của Nhật Bản. Cô sinh ngày 27 tháng 3 năm 1982 tại thành phố Naha, thủ phủ của tỉnh Okinawa. Cô đoạt danh hiệu Hoa hậu Hoàn vũ Nhật Bản năm 2006 và đại diện cho đất nước này tham dự cuộc thi Hoa hậu Hoàn vũ cùng năm tổ chức tại Mỹ. Chibana Kurara đã đoạt giải Trang phục dân tộc đẹp nhất bởi khác với các hoa hậu Nhật khác, cô đã không trình diễn bộ kimono truyền thống của phụ nữ Nhật mà thay thế bằng bộ trang phục dũng mãnh của võ sĩ samurai. Kết quả cuối cùng, Kurara Chibana đã xuất sắc giành danh hiệu Á hậu 1 tại cuộc thi Hoa hậu Hoàn vũ 2006.